# アイエッロ・カーラブロ
アイエッロ・カーラブロ（イタリア語: Aiello Calabro）は、イタリア共和国カラブリア州コゼンツァ県にある、人口約1,700人の基礎自治体（コムーネ）。

## 地理

### 位置・広がり

#### 隣接コムーネ
隣接するコムーネは以下の通り。括弧内のCZはカタンザーロ県所属を示す。
- クレート
- グリマルディ
- ラーゴ
- マルティラーノ (CZ)
- マルティラーノ・ロンバルド (CZ)
- サン・ピエトロ・イン・アマンテーア
- セッラ・ダイエッロ

## 行政

### 分離集落
アイエッロ・カーラブロには、以下の分離集落（フラツィオーネ）がある。
- Cannavali, Giani, Praticello, Stagolera, Acquafredda, Macchia, Santa Caterina, Alzinetta, Fargani, Borgile, Romia, Passamorrone, Castagniti, Serra Pilata, Coschi, Tavolone, Bocca Ceraso, Campagna, Calendola, Persico, Pondurale, Copano, San Martino